# Grande Prêmio da Alemanha
O Grande Prêmio da Alemanha (em alemão:  Großer Preis von Deutschland) foi uma corrida de automóveis, disputada anualmente, que integrou o Campeonato Mundial de Fórmula 1, promovido pela FIA.
O GP alemão entrou para o calendário da Fórmula 1 a partir da segunda edição do Campeonato Mundial, ocorrida em 1951, e, desde então, só ficou ausente da maior categoria do automobilismo por três vezes.
Na primeira delas, em 1955, a corrida foi cancelada porque se considerou que o circuito de Nürburgring era inadequado para os novos padrões de segurança, enrijecidos após a tragédia ocorrida durante as 24 Horas de Le Mans daquele ano, o mais grave acidente do automobilismo em todos os tempos. Neste circuito ocorreu em 1976 o acidente quase fatal do piloto austríaco Niki Lauda.
Em 1960, a corrida foi disputada, mas exclusivamente por carros de Fórmula 2.
Em 2007, o Automóvel Clube da Alemanha (AvD), não autorizou seu rival, o Automóvel Clube Geral da Alemanha (ADAC), a denominar a prova realizada em Nürburg como "Grande Prêmio da Alemanha", o que fez com que a corrida se chamasse "Grande Prêmio da Europa".
O Grande Prêmio da Alemanha foi realizado em Hockenheim todos os anos entre 1977 e 2006 (exceto 1985). Durante esse período, uma corrida de F1 separada foi realizada na Alemanha em Nürburg, na maioria dos anos, de 1995 a 2007, sob o título de Grande Prêmio da Europa. Originalmente planejado para começar em 2007, Hockenheim e Nürburg alternaram a realização do Grande Prêmio da Alemanha entre 2008 e 2014, altura em que o autódromo de Nürburgring desistiu de sediar o evento em 2015, deixando Hockenheim como o único anfitrião da corrida, mas apenas em anos alternados até 2018 um outro contrato de um ano colocou o Grande Prêmio da Alemanha no calendário de 2019. Em 2020, o Grande Prêmio da Alemanha não voltou a ser disputado.

## História

### Antecedentes
Em 1907, o ADAC organizou o Kaiserpreis, isto é, o Prêmio do Imperador, em alusão ao monarca alemão reinante à época, o imperador Guilherme II. Pelo regulamento da prova, não seriam permitidos carros especiais de corrida, somente carros de turismo com motores de até 8 litros. O evento gerou enorme repercussão em toda a Europa, com um grande número de inscrições, o que levou os organizadores a promover duas eliminatórias, antes da corrida propriamente dita. Disputada em 4 voltas, nas estradas das montanhas de Taunus, num circuito de 117,770 km, a prova teve como grande vencedor o italiano Felice Nazzaro, a bordo de um Fiat 72 hp.
De 1908 a 1911, foi disputado o Prinz-Heinrich-Fahrt (Percurso Príncipe Henrique), uma espécie de desafio ao estilo rali, organizado sob os auspícios do príncipe Henrique da Prússia, irmão mais novo do imperador. Esse evento também foi destinado a carros de turismo e, apesar de não ter gerado a mesma euforia que o Prêmio do Imperador, é igualmente considerado um dos precursores do Grande Prêmio da Alemanha.

### A primeira edição
O 1o Grande Prêmio da Alemanha foi promovido pelo AvD e disputado em 11 de julho de 1926, no circuito de AVUS (Automobil-Verkehrs und Übungs-Strasse, ou seja, Estrada para Condução de Automóveis e Treinamentos), localizado a sudoeste de Berlim. O traçado, de 19,573 km, notabilizava-se por seu desenho incomum: duas retas opostas ligadas por curvas de 180°.
Foi o sexto grande prêmio nacional de automobilismo a surgir no cenário mundial, em seguida aos GPs da França (1906), Estados Unidos (1908), Espanha (1913), Itália (1921) e Bélgica (1925).
A corrida foi restrita a carros de turismo e transcorreu sob uma chuva torrencial, o que causou inúmeros acidentes. No pior deles, Adolf Rosenberger colidiu com uma tenda de comissários de pista, matando três deles. Após 20 voltas e um percurso total de 391,380 quilômetros, o vencedor foi um piloto da casa, Rudolf Caracciola, pilotando um Mercedes 1924 2.0l, com o tempo de 2h54m12.8.
A corrida não mais voltaria a AVUS, salvo uma última vez, no ano de 1959.

### O Período Pré-Guerra
Após a primeira corrida, o Grande Prêmio foi transferido para o novíssimo circuito de Nürburgring, com seu extenso percurso de 28,265 quilômetros. O traçado, considerado até hoje o mais extraordinário para corridas de automóvel, havia sido inaugurado em 18 de junho de 1927, com as I Internationales Eifelrennen (I Corridas Internacionais de Eifel), competição promovida pelo ADAC para carros de corrida, carros de turismo e motocicletas. Desde então, Nürburgring passou a abrigar o Grande Prêmio da Alemanha, até 1970, quando o circuito rival de Hockenheimring tomou seu lugar, por questões de segurança.
Até 1929, a corrida foi disputada unicamente por carros de turismo. De 1931 a 1939, a prova abrigou carros da categoria mais proeminente do automobilismo à época, isto é, os carros de Grandes Prêmios, considerados como tais aqueles que seguiam a fórmula (conjunto de regras) ditada pela AIACR (Associação Internacional dos Automóveis Clubes Reconhecidos), nome que FIA então ostentava. De 1935 a 1939, o evento contou pontos para o Campeonato Europeu de Automobilismo.
Nos anos de 1930 e 1933, o evento deixou de ser disputado, em razão de problemas econômicos enfrentados pela Alemanha.
Nessa primeira fase de sua história, o Grande Prêmio da Alemanha foi dominado por pilotos alemães e suas Flechas de Prata. Além da vitória na corrida inaugural, Rudolf Caracciola voltou a vencer outras cinco vezes (1928, 1931, 1932, 1937 e 1939), firmando um recorde até hoje não alcançado.
Outros alemães também triunfaram em casa. Christian Werner, em 1928xxx, Hans Stuck, em 1934, e Bernd Rosemeyer (em 1936). Apenas por três vezes os estrangeiros conseguiram triunfar: em 1929, com o monegasco Louis Chiron, em 1935, com o italiano Tazio Nuvolari, e em 1938, com o britânico Dick Seaman.
A corrida de 1940 estava programada para um novo ciruito, em Dresden, chamado Deutschlandring. A eclosão da II Guerra Mundial, porém, resultou no cancelamento dessa corrida.

### O Período Pós-Guerra
Após a II Guerra Mundial, a Alemanha e os pilotos alemães foram banidos das competições automobilísticas internacionais, o que persistiu por vários anos. Em 1950, com o fim da punição, foi disputado em Nürburgring o 13o Grande Prêmio da Alemanha, mas o retorno da prova deu-se com carros da Fórmula 2. O vencedor, em compensação, foi outro astro do automobilismo naquela década, o italiano Alberto Ascari, que depois se tornaria bicampeão mundial de Fórmula 1.
A partir do ano seguinte, a prova ingressou no calendário da categoria maior do automobilismo mundial, no qual permanece até os dias de hoje.
A saída da Mercedes das disputas automobilísticas, por conta da tragédia de Le Mans, provocou um sensível declínio no número de espectadores que compareciam a Nürburgring, o que levou o AvD a retornar a prova para o circuito berlinense de AVUS, em 1959. Para essa decisão também contribuiu a aposentadoria do campeoníssimo Juan Manuel Fangio, que se retirou ao fim da temporada de 1958. O traçado simples de AVUS era um convite à alta velocidade. Como resultado, vários acidentes marcaram aquela edição do Grande Prêmio. A mudança de circuito, no fim das contas, não foi a melhor saída para o problema da queda de público.

### De Nürburgring a Hockenheimring
Em 1960, como que antecipando as mudanças que depois haveria nas regras da categoria-mor do automobilismo, o 22o Grande Prêmio da Alemanha foi restrito a carros de Fórmula 2, não sendo contabilizado, portanto, para o Campeonato Mundial de Fórmula 1. Outro diferencial foi a realização da prova apenas no Anel Sul (Südschleife) do circuito de Nürburgring, fato que ocorreu apenas nessa oportunidade na história do Grande Prêmio. O vencedor foi o sueco Jo Bonnier, com um carro da Porsche, fábrica que, a partir do ano seguinte, com a conversão das regras da Fórmula 2 em regras da nova Fórmula 1, ingressaria na categoria de topo.
A partir de 1961, a Alemanha passou a abrigar uma segunda corrida com carros de Fórmula 1. o Grande Prêmio de Solitude, que não valia pontos para o Campeonato Mundial, teve excelente afluxo de público, diferentemente do GP nacional. A média de espectadores, nessa prova extracampeonato, conseguiu atrair uma média de 288 000 pessoas. Chegou-se a cogitar, por isso, que o Grande Prêmio da Alemanha passaria a ser disputado nesse outro circuito. Mas tudo, ao final, não passou do campo da hipótese. O circuito de Solitude só recebeu a Fórmula 1 até 1964 e a corrida alemã oficial continuou no Anel Norte (Nordschleife) de Nürgurgring.
Em 1970, graças à preocupação dos pilotos com sua própria segurança, num movimento encabeçado por Jackie Stewart e que começara em 1966, foram exigidas várias modificações em Nordschcleife. O tempo, porém, não era suficiente para a implementação desses ajustes e a prova, pela primeira vez, chegou a Hockenheimring, que já estava adequado às novas condições. Depois dessa adaptação, Nordschleife acolheu mais seis edições do GP. Até que, em 1976, o acidente com Niki Lauda enterrou de vez o romantismo que os tradicionais circuitos despertavam. Nürburgring e seu longo percurso era, definitivamente, incompatível com as exigências de segurança. A prova voltou para Hockenheimring, que passou a ser sede permanente do Grande Prêmio alemão.
Após a inauguração de sua atual pista de corridas, o circuito de Nürburgring voltou a sediar uma prova de Fórmula 1, em 1984, intitulada Grande Prêmio da Europa. A experiência agradou e, no ano seguinte, o traçado acolheu o 47o Grande Prêmio da Alemanha.
Diferentemente de sua primeira fase histórica, os alemães não mais veriam um compatriota no lugar mais alto do pódio, salvo em 1995, quando triunfou o espetacular Michael Schumacher, que ainda venceria outras três edições da prova alemã (2002, 2004 e 2006), tornando-se o segundo maior vencedor da etapa alemã. Alem dele, seu irmão, Ralf Schumacher também conseguiu a vitória em casa, no GP de 2001. Já recentemente , Sebastian Vettel e Nico Rosberg viriam a vencer em 2013 e 2014, respectivamente.

### Dois GPs na Alemanha
Na sequência do sucesso de Schumacher, a Alemanha tornou-se palco de uma segunda corrida anual de F1. Enquanto Hockenheimring sediava o Grande Prêmio da Alemanha, Nürburgring passou a receber, a partir de 1995, o Grande Prêmio da Europa, sendo que, em 1997 e 1998, a segunda prova alemã chamou-se Grande Prêmio de Luxemburgo.
Em 2004, antes mesmo do fim da Era Schumacher, que se aposentou ao término da temporada de 2006, o público começou a decrescer de maneira preocupante, a ponto de tornar insustentável a existência de duas corridas de Fórmula 1 em solo alemão. Contribuiu para isso o retorno do Grande Prêmio da Bélgica ao calendário, do qual havia ficado fora em 2003, fazendo com que belgas e holandeses, aficionados pela Fórmula 1, sumissem das arquibancadas das provas alemãs. Some-se a isso a circunstância de que o Grande Prêmio da Alemanha, tal como o Grande Prêmio da Grã-Bretanha, não recebe nenhuma ajuda governamental para manter-se, diferentemente do que normalmente acontece com outras etapas mundo afora, sempre subvencionadas pelos cofres públicos.
O retorno financeiro deficitário inviabilizaria, sobretudo, o custeio da comissão anual que cada circuito tinha de pagar à FOM para permanecer no calendário. O próprio Bernie Ecclestone exigiu uma solução, e, tencionando levar a categoria para outros países ou continentes, decretou, ao menos na ocasião, que não haveria mais lugar para que um único país sediasse mais de uma etapa da Fórmula 1. A Itália, por exemplo, deixaria de receber a prova em Imola, a partir de 2007.
A questão foi solucionada ainda em 2006: o ADAC e o AvG decidiram alternar-se na promoção da corrida. Nürburgring receberia a prova nos anos pares e Hockenheimring nos anos ímpares.

### AvGversusADAC
Em 2007, primeiro ano de vigência do acordo entre os clubes de automóveis alemães, houve um sério impasse: o AvG, que promovia o GP alemão desde sua origem e tinha laços estreitos com Hockenheimring, recusou-se a autorizar o ADAC, ligado a Nürburgring, a realizar a corrida nesse circuito sob o título de "Grande Prêmio da Alemanha". Como o direito sobre o nome da corrida pertencia ao AvG, a saída foi continuar a chamar a prova de Nürburgring como "Grande Prêmio da Europa". Pela primeira vez, desde o longínquo ano de 1955, o GP da Alemanha deixaria de ser realizado.
As negociações persistiram e finalmente, em 2008, o AvG e o ADAC ratificaram o propósito comum de continuidade do Grande Prêmio da Alemanha, com revezamento entre Hockenheimring e Nürburgring, ao menos até o ano de 2011, quando vencerá o atual contrato com a FOM. O GP de 2009, disputado em Nürburgring, ocorreu sob o nome de "Grande Prêmio da Alemanha", o que, espera-se, também se repita no ano de 2011. Em razão de desentendimentos comerciais com a FOM, a etapa de 2015 igualmente não foi realizada.

### O futuro
Mesmo com o elevado número de alemães presentes na categoria máxima do automobilismo (Nick Heidfeld, Nico Rosberg, Sebastian Vettel, Timo Glock e Adrian Sutil), para a corrida de 2008, o AvG informou que haveria um prejuízo estimado em 3 milhões de euros, o que colocou em dúvida a realização de outra corrida de Fórmula 1 em Hockenheimring, no ano de 2010. Entretanto, Karl-Josef Schmidt, gerente do circuito, garantiu que isso não inviabilizaria a manutenção da prova em Hockenheim, porque o autódromo mantinha, durante cada temporada anual, provas de outras categorias, bem como outros eventos, o que asseguraria o suporte financeiro necessário para que o circuito continuasse a abrigar a deficitária etapa da Fórmula 1.
O retorno de Michael Schumacher, na temporada de 2010, injetou novo fôlego à prova germânica, apesar de o desempenho do campeoníssimo não ter sido parecido àquele de seus anos áureos na categoria.

### Os últimos anos
Mesmo com os esforços do público alemão e da Fórmula 1, o Grande Prêmio da Alemanha começou aos poucos a definhar, principalmente por questões financeiras, ocasionando em diversos prejuízos ao evento.
Dessa forma, o GP da Alemanha deixou de ser revezado entre Hockenheimring e Nurburgring após 2013, o que fez com que o GP fosse disputado apenas em Hockenheim.
Sendo assim, o GP da Alemanha passou foi disputado em 2014, 2016 e em 2018, incluindo uma continuidade do GP em 2019, graças ao apoio financeiro da Mercedes, que iria comemorar naquela corrida o aniversário de 125 anos em envolvimento no automobilismo. 
Depois disso, a administração de Hockenheimring e a Liberty Media (que são os diretores comerciais da F1), não entraram em acordo, o GP da Alemanha deixou o calendário da categoria a partir de 2020.
A categoria até teve uma corrida em solo alemão em 2020, desta vez no circuito de Nürgurgring, com o nome de Grande Prêmio de Eifel, por causa de remanejamento de datas por conta da pandemia de Covid-19. Depois disso, a F1 nunca mais teve uma corrida na Alemanha desde então. 

## Alguns circuitos utilizados

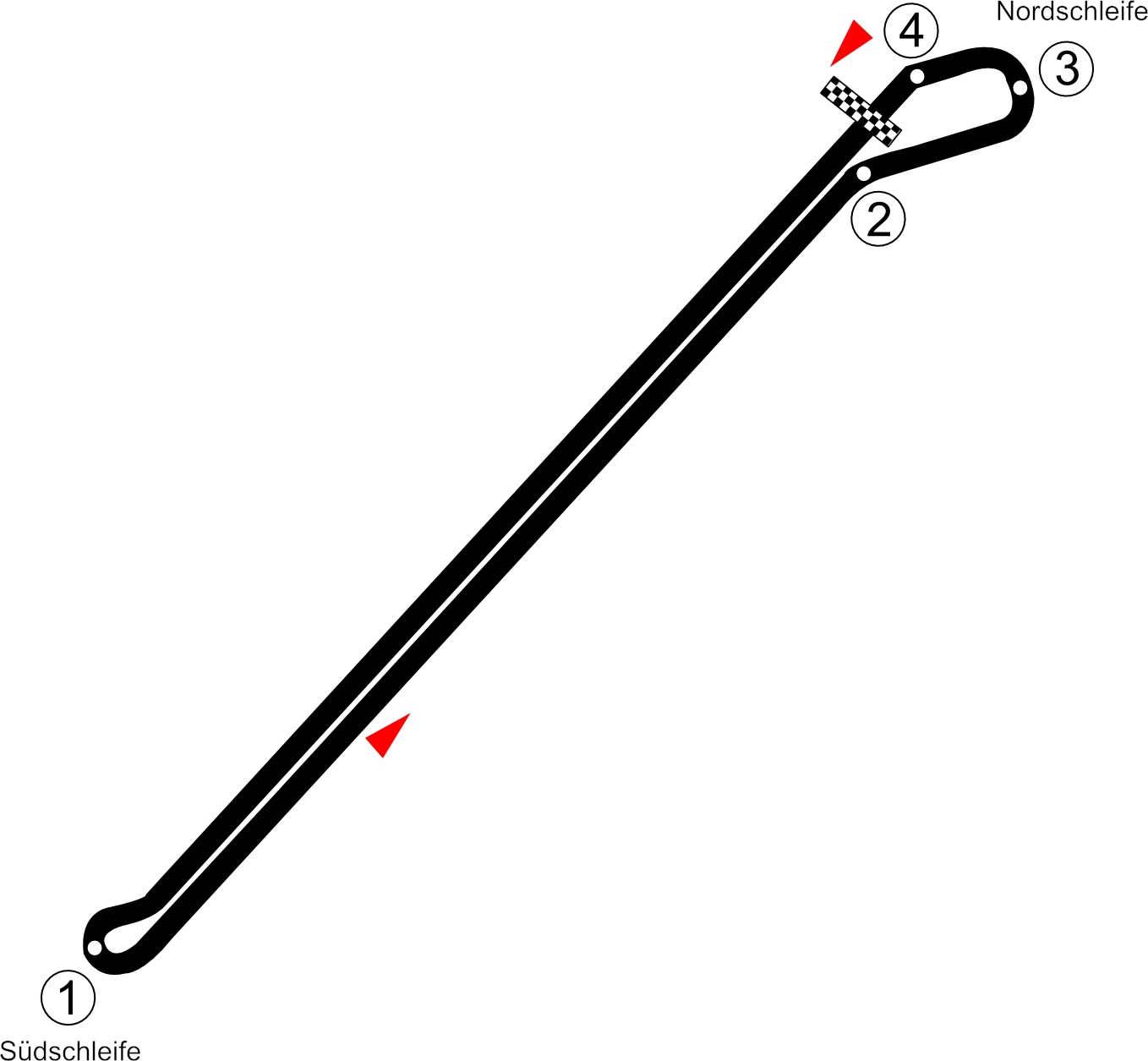
AVUS
Nürburgring (Anel Norte)
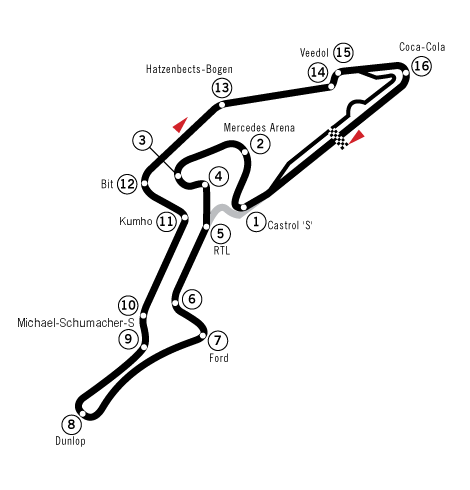
Nürburgring
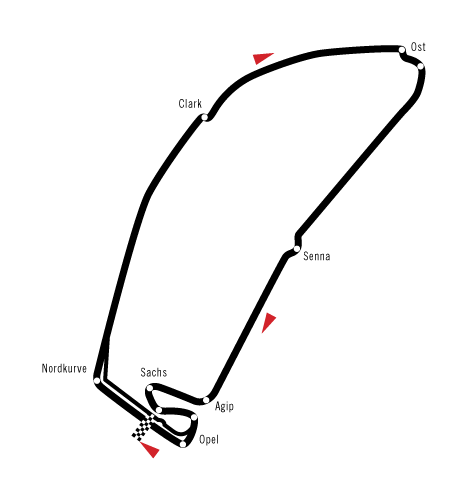
Hockenheimring (antigo)
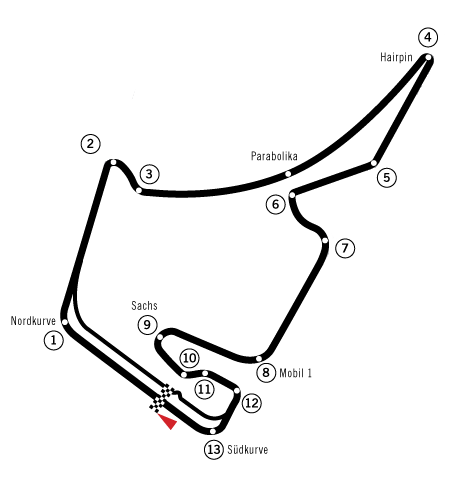
Hockenheimring (atual)

## Patrocinadores
O interesse financeiro que hoje norteia a realização das provas automobilísticas em geral possibilita às empresas interessadas a adição de seu nome à denominação oficial das corridas de automóvel. 
Estes foram os principais patrocinadores do Grande Prêmio da Alemanha e que tiveram seus nomes adicionados à designação das edições do evento:
1987-2006: Mobil 1
2008-2014: Santander
2018: Emirates
2019: Mercedes-Benz

## Ganhadores

### Por ano
O fundo rosa mostra quando a prova não fez parte do Mundial de Fórmula 1.
O fundo creme indica as edições da época do Pré-Guerra, que integraram o Campeonato Europeu de Automobilismo.
| Ano | Vencedor                           | Equipe                  | Circuito       | Resumo   |
| --- | ---------------------------------- | ----------------------- | -------------- | -------- |
| 1926 | Rudolf Caracciola                  | Mercedes-Benz           | AVUS           | Detalhes |
| 1927 | Otto Merz                          | Mercedes-Benz           | Nürburgring    | Detalhes |
| 1928 | Rudolf Caracciola Christian Werner | Mercedes-Benz           | Nürburgring    | Detalhes |
| 1929 | Louis Chiron                       | Bugatti                 | Nürburgring    | Detalhes |
| Cancelado em 1930 por motivos econômicos relacionados à Grande Depressão                                                                     |                                    |                         |                |          |
| 1931 | Rudolf Caracciola                  | Mercedes-Benz           | Nürburgring    | Detalhes |
| 1932 | Rudolf Caracciola                  | Alfa Romeo              | Nürburgring    | Detalhes |
| Cancelado em 1933 por motivos econômicos relacionados à Grande Depressão                                                                     |                                    |                         |                |          |
| 1934 | Hans Stuck                         | Auto Union              | Nürburgring    | Detalhes |
| 1935 | Tazio Nuvolari                     | Alfa Romeo/Ferrari      | Nürburgring    | Detalhes |
| 1936 | Bernd Rosemeyer                    | Auto Union              | Nürburgring    | Detalhes |
| 1937 | Rudolf Caracciola                  | Mercedes-Benz           | Nürburgring    | Detalhes |
| 1938 | Dick Seaman                        | Mercedes-Benz           | Nürburgring    | Detalhes |
| 1939 | Rudolf Caracciola                  | Mercedes-Benz           | Nürburgring    | Detalhes |
| Cancelado em 1940 por causa da Segunda Guerra Mundial Depois proibiram a Alemanha Ocidental de participar de eventos internacionais até 1951 |                                    |                         |                |          |
| 1950 | Alberto Ascari                     | Ferrari                 | Nürburgring    | Detalhes |
| 1951 | Alberto Ascari                     | Ferrari                 | Nürburgring    | Detalhes |
| 1952 | Alberto Ascari                     | Ferrari                 | Nürburgring    | Detalhes |
| 1953 | Giuseppe Farina                    | Ferrari                 | Nürburgring    | Detalhes |
| 1954 | Juan Manuel Fangio                 | Mercedes                | Nürburgring    | Detalhes |
| Cancelado após o Desastre de Le Mans em 1955                                                                                                 |                                    |                         |                |          |
| 1956 | Juan Manuel Fangio                 | Ferrari                 | Nürburgring    | Detalhes |
| 1957 | Juan Manuel Fangio                 | Maserati                | Nürburgring    | Detalhes |
| 1958 | Tony Brooks                        | Vanwall                 | Nürburgring    | Detalhes |
| 1959 | Tony Brooks                        | Ferrari                 | AVUS           | Detalhes |
| 1960 | Jo Bonnier                         | Porsche                 | Nürburgring    | Detalhes |
| 1961 | Stirling Moss                      | Team Lotus-Climax       | Nürburgring    | Detalhes |
| 1962 | Graham Hill                        | BRM                     | Nürburgring    | Detalhes |
| 1963 | John Surtees                       | Ferrari                 | Nürburgring    | Detalhes |
| 1964 | John Surtees                       | Ferrari                 | Nürburgring    | Detalhes |
| 1965 | Jim Clark                          | Team Lotus-Climax       | Nürburgring    | Detalhes |
| 1966 | Jack Brabham                       | Brabham-Repco           | Nürburgring    | Detalhes |
| 1967 | Denny Hulme                        | Brabham-Repco           | Nürburgring    | Detalhes |
| 1968 | Jackie Stewart                     | Matra-Ford              | Nürburgring    | Detalhes |
| 1969 | Jacky Ickx                         | Brabham-Ford            | Nürburgring    | Detalhes |
| 1970 | Jochen Rindt                       | Team Lotus-Ford         | Hockenheimring | Detalhes |
| 1971 | Jackie Stewart                     | Tyrrell-Ford            | Nürburgring    | Detalhes |
| 1972 | Jacky Ickx                         | Ferrari                 | Nürburgring    | Detalhes |
| 1973 | Jackie Stewart                     | Tyrrell-Ford            | Nürburgring    | Detalhes |
| 1974 | Clay Regazzoni                     | Ferrari                 | Nürburgring    | Detalhes |
| 1975 | Carlos Reutemann                   | Brabham-Ford            | Nürburgring    | Detalhes |
| 1976 | James Hunt                         | McLaren-Ford            | Nürburgring    | Detalhes |
| 1977 | Niki Lauda                         | Ferrari                 | Hockenheimring | Detalhes |
| 1978 | Mario Andretti                     | Team Lotus-Ford         | Hockenheimring | Detalhes |
| 1979 | Alan Jones                         | Williams-Ford           | Hockenheimring | Detalhes |
| 1980 | Jacques Laffite                    | Ligier-Ford             | Hockenheimring | Detalhes |
| 1981 | Nelson Piquet                      | Brabham-Ford            | Hockenheimring | Detalhes |
| 1982 | Patrick Tambay                     | Ferrari                 | Hockenheimring | Detalhes |
| 1983 | René Arnoux                        | Ferrari                 | Hockenheimring | Detalhes |
| 1984 | Alain Prost                        | McLaren-TAG/Porsche     | Hockenheimring | Detalhes |
| 1985 | Michele Alboreto                   | Ferrari                 | Nürburgring    | Detalhes |
| 1986 | Nelson Piquet                      | Williams-Honda          | Hockenheimring | Detalhes |
| 1987 | Nelson Piquet                      | Williams-Honda          | Hockenheimring | Detalhes |
| 1988 | Ayrton Senna                       | McLaren-Honda           | Hockenheimring | Detalhes |
| 1989 | Ayrton Senna                       | McLaren-Honda           | Hockenheimring | Detalhes |
| 1990 | Ayrton Senna                       | McLaren-Honda           | Hockenheimring | Detalhes |
| 1991 | Nigel Mansell                      | Williams-Renault        | Hockenheimring | Detalhes |
| 1992 | Nigel Mansell                      | Williams-Renault        | Hockenheimring | Detalhes |
| 1993 | Alain Prost                        | Williams-Renault        | Hockenheimring | Detalhes |
| 1994 | Gerhard Berger                     | Ferrari                 | Hockenheimring | Detalhes |
| 1995 | Michael Schumacher                 | Benetton-Renault        | Hockenheimring | Detalhes |
| 1996 | Damon Hill                         | Williams-Renault        | Hockenheimring | Detalhes |
| 1997 | Gerhard Berger                     | Benetton-Renault        | Hockenheimring | Detalhes |
| 1998 | Mika Häkkinen                      | McLaren-Mercedes        | Hockenheimring | Detalhes |
| 1999 | Eddie Irvine                       | Ferrari                 | Hockenheimring | Detalhes |
| 2000 | Rubens Barrichello                 | Ferrari                 | Hockenheimring | Detalhes |
| 2001 | Ralf Schumacher                    | Williams-BMW            | Hockenheimring | Detalhes |
| 2002 | Michael Schumacher                 | Ferrari                 | Hockenheimring | Detalhes |
| 2003 | Juan Pablo Montoya                 | Williams-BMW            | Hockenheimring | Detalhes |
| 2004 | Michael Schumacher                 | Ferrari                 | Hockenheimring | Detalhes |
| 2005 | Fernando Alonso                    | Renault                 | Hockenheimring | Detalhes |
| 2006 | Michael Schumacher                 | Ferrari                 | Hockenheimring | Detalhes |
| Cancelado e substituído pelo Grande Prêmio da Europa de 2007                                                                                 |                                    |                         |                |          |
| 2008 | Lewis Hamilton                     | McLaren-Mercedes        | Hockenheimring | Detalhes |
| 2009 | Mark Webber                        | Red Bull Racing-Renault | Nürburgring    | Detalhes |
| 2010 | Fernando Alonso                    | Ferrari                 | Hockenheimring | Detalhes |
| 2011 | Lewis Hamilton                     | McLaren-Mercedes        | Nürburgring    | Detalhes |
| 2012 | Fernando Alonso                    | Ferrari                 | Hockenheimring | Detalhes |
| 2013 | Sebastian Vettel                   | Red Bull Racing-Renault | Nürburgring    | Detalhes |
| 2014 | Nico Rosberg                       | Mercedes                | Hockenheimring | Detalhes |
| Nürburgring não firmou um acordo para realizar a corrida em anos ímpares                                                                     |                                    |                         |                |          |
| 2016 | Lewis Hamilton                     | Mercedes                | Hockenheimring | Detalhes |
| Nürburgring não firmou um acordo para realizar a corrida em anos ímpares                                                                     |                                    |                         |                |          |
| 2018 | Lewis Hamilton                     | Mercedes                | Hockenheimring | Detalhes |
| 2019 | Max Verstappen                     | Red Bull Racing-Honda   | Hockenheimring | Detalhes |
| Fonte: |                                    |                         |                |          |

### Por pilotos, equipes e países que mais venceram1
|                |                    |                        |
| Vitórias       | Pilotos            | Edições                |
| 4              | Michael Schumacher | 1995, 2002, 2004, 2006 |
| 4              | Lewis Hamilton     | 2008, 2011, 2016, 2018 |
| 3              | Juan Manuel Fangio | 1954, 1956, 1957       |
| 3              | Jackie Stewart     | 1968, 1971, 1973       |
| 3              | Nelson Piquet      | 1981, 1986, 1987       |
| 3              | Ayrton Senna       | 1988, 1989, 1990       |
| 3              | Fernando Alonso    | 2005, 2010, 2012       |
| 2              |                    |                        |
| Alberto Ascari | 1951, 1952         |                        |
| Tony Brooks    | 1958, 1959         |                        |
| John Surtees   | 1963, 1964         |                        |
| Jacky Ickx     | 1969, 1972         |                        |
| Nigel Mansell  | 1991, 1992         |                        |
| Alain Prost    | 1984, 1993         |                        |
| Gerhard Berger | 1994, 1997         |                        |
| 1              | Giuseppe Farina    | 1953                   |
| 1              | Stirling Moss      | 1961                   |
| 1              | Graham Hill        | 1962                   |
| 1              | Jim Clark          | 1965                   |
| 1              | Jack Brabham       | 1966                   |
| 1              | Denny Hulme        | 1967                   |
| 1              | Jochen Rindt       | 1970                   |
| 1              | Clay Regazzoni     | 1974                   |
| 1              | Carlos Reutemann   | 1975                   |
| 1              | James Hunt         | 1976                   |
| 1              | Niki Lauda         | 1977                   |
| 1              | Mario Andretti     | 1978                   |
| 1              | Alan Jones         | 1979                   |
| 1              | Jacques Laffite    | 1980                   |
| 1              | Patrick Tambay     | 1982                   |
| 1              | René Arnoux        | 1983                   |
| 1              | Michele Alboreto   | 1985                   |
| 1              | Damon Hill         | 1996                   |
| 1              | Mika Hakkinen      | 1998                   |
| 1              | Eddie Irvine       | 1999                   |
| 1              | Rubens Barrichello | 2000                   |
| 1              | Ralf Schumacher    | 2001                   |
| 1              | Juan Pablo Montoya | 2003                   |
| 1              | Mark Webber        | 2009                   |
| 1              | Sebastian Vettel   | 2013                   |
| 1              | Nico Rosberg       | 2014                   |
| 1              | Max Verstappen     | 2019                   |

|          |                 | |
| Vitórias | Construtor      | Edições |
| 21       | Ferrari         | 1951, 1952, 1953, 1956, 1959, 1963, 1964, 1972, 1974, 1977, 1982, 1983, 1985, 1994, 1999, 2000, 2002, 2004, 2006, 2010, 2012 |
| 9        | Williams        | 1979, 1986, 1987, 1991, 1992, 1993, 1996, 2001, 2003                                                                         |
| 8        | McLaren         | 1976, 1984, 1988, 1989, 1990, 1998, 2008, 2011                                                                               |
| 5        | Brabham         | 1966, 1967, 1969, 1975, 1981                                                                                                 |
| 4        | Team Lotus      | 1961, 1965, 1970, 1978 |
| 4        | Mercedes        | 1954, 2014, 2016, 2018 |
| 3        | Red Bull Racing | 2009, 2013, 2019 |
| 2        | Tyrrell         | 1968, 1971 |
| 2        | Benetton        | 1995, 1997 |
| 1        | Maserati        | 1957 |
| 1        | Vanwall         | 1958 |
| 1        | BRM             | 1962 |
| 1        | Matra           | 1968 |
| 1        | Ligier          | 1980 |
| 1        | Renault         | 2005 |

|          |                | |
| Vitórias | País           | Edições |
| 19       | Reino Unido    | 1958, 1959, 1961, 1962, 1963, 1964, 1965, 1968, 1971, 1973, 1976, 1991, 1992, 1996, 1999, 2008, 2011, 2016, 2018 |
| 7        | Brasil         | 1981, 1986, 1987, 1988, 1989, 1990, 2000                                                                         |
| 7        | Alemanha       | 1995, 2001, 2002, 2004, 2006, 2013, 2014                                                                         |
| 5        | França         | 1980, 1982, 1983, 1984, 1993                                                                                     |
| 4        | Itália         | 1951, 1952, 1953, 1985                                                                                           |
| 4        | Argentina      | 1954, 1956, 1957, 1975                                                                                           |
| 4        | Áustria        | 1970, 1977, 1994, 1997                                                                                           |
| 3        | Austrália      | 1966, 1979, 2009                                                                                                 |
| 3        | Espanha        | 2005, 2010, 2012                                                                                                 |
| 2        | Bélgica        | 1969, 1972 |
| 1        | Nova Zelândia  | 1967 |
| 1        | Suíça          | 1974 |
| 1        | Estados Unidos | 1978 |
| 1        | Finlândia      | 1998 |
| 1        | Colômbia       | 2003 |
| 1        | Países Baixos  | 2019 |

↑1  (Última atualização: GP da Alemanha de 2018)
 
Contabilizados somente os resultados válidos pelo Mundial de Fórmula 1

## Recordes do Grande Prêmio da Alemanha
|                       |                  |                       |              |          |      |
| Hockenheim            | País/Piloto      | Chassi/Motor          | Tempo        | Extensão | Ano  |
| Pole Position         | Sebastian Vettel | Ferrari V6 Turbo      | 1min 11s 212 | 4.574 km | 2018 |
| Melhor Volta na Prova | Kimi Raikkonen   | McLaren-Mercedes V10  | 1min 13s 780 | 4.574 km | 2004 |
|                       |                  |                       |              |          |      |
| Nürburgring           | País/Piloto      | Chassi/Motor          | Tempo        | Extensão | Ano  |
| Pole Position         | Teo Fabi         | Toleman-Hart L4 Turbo | 1min 17s 429 | 4.542 km | 1985 |
| Melhor Volta na Prova | Niki Lauda       | McLaren-TAG V6 Turbo  | 1min 22s 806 | 4.542 km | 1985 |
|                       |                  |                       |              |          |      |
| AVUS                  | País/Piloto      | Chassi/Motor          | Tempo        | Extensão | Ano  |
| Pole Position         | Tony Brooks      | Ferrari V6            | 2min 05s 9   | 8.300 km | 1959 |
| Melhor Volta na Prova | Tony Brooks      | Ferrari V6            | 2min 04s 5   | 8.300 km | 1959 |